# Brasserie
För andra betydelser, se Brasserie (olika betydelser).

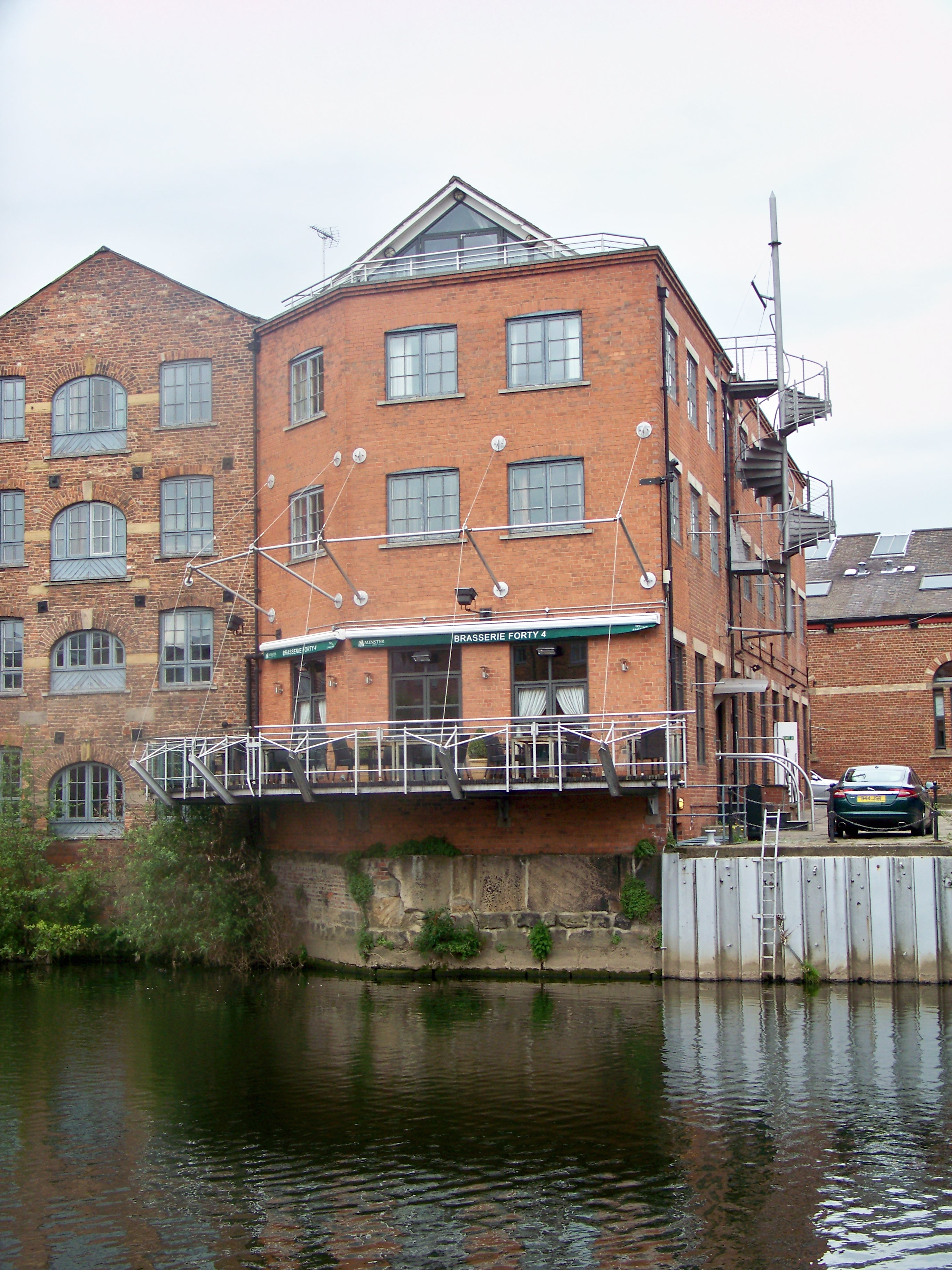
Brasserie Forty 4 i Leeds.

Brasserie avser på franska ett bryggeri, café, (ursprungligen) eller enklare restaurang. Sedan 1800-talet har begreppet smalnat till det sistnämnda, en enklare restaurang, men med långa öppettider och en tämligen begränsad meny. Brasserierna i Paris kom kring sekelskiftet att spela en viktig roll i att samla artister, författare, journalister och politiker.

## Ursprung
Det var kring mitten av 1800-talet som en del parisiska bryggerier började kombinera sin egentliga uppgift med att också tillhandahålla öl och mat för förtäring på stället i en särskild lokal eller rent av i själva bryggeriet – ungefär som tyskarna och då inte minst bayrarna gjort långt tidigare i sina ölstugor ("Bierstuben").
Under senare delen av 1800-talet blev flera brasserier i Paris mötesplatser för tidens ledande författare, konstnärer och artister. Än idag är bland annat Brasserie Lipp vid Boulevard Saint-German i drift.
Ölets starka position och höga kvalitet i Elsass/Alsace som gjort att man på franskspråkig botten ofta kallar ett brasseri för alsacienne.

## Sverige
I Sverige finns sedan 1990-talet ett flertal mikrobryggerier där husets öl ofta kompletteras med typisk brasserie-meny.